# Jhon Jhon
Jhonatan dos Santos Rosa (Vitória, 9 de setembro de 2002), mais conhecido como Jhon Jhon, é um futebolista brasileiro que atua como meio-campista. Atualmente joga pelo Red Bull Bragantino.

## Carreira
Nascido em Vitória, no Espírito Santo, Jhon Jhon ingressou nas categorias de base do Primavera após ser flagrado pelo ex-jogador Deco quando jogava pelo clube português Boavista. Ele fez sua estreia sênior pelo clube durante o Campeonato Paulista Série A3 de 2021, marcando uma vez em quatro partidas.
Em 5 de maio de 2021, Jhon Jhon foi emprestado ao Palmeiras, sendo inicialmente escalado para o time sub-20. Ele fez sua estreia no time principal - e na Série A - no dia 10 de dezembro, entrando no segundo tempo como substituto do artilheiro Kevin na vitória em casa por 1 a 0 sobre o Ceará.
Em 3 de janeiro de 2022, Jhon Jhon assinou contrato permanente com o Verdão até 2026. Depois de passar o ano com os sub-20, foi promovido ao time titular antes da campanha de 2023. No dia 4 de agosto de 2023, renovou seu contrato com o Palmeiras até o fim de 2027.
Em julho de 2024, Jhon Jhon foi vendido para o Red Bull Bragantino; embora os valores não tenham sido oficialmente divulgados, de acordo com o portal ge, o clube de Bragança Paulista pagou ao Palmeiras 4,5 milhões de dólares (cerca de 25 milhões de reais, na época) fixos por sessenta por cento de seus direitos, e uma obrigação de compra de mais 20% por 2,5 milhões de dólares (cerca de 14 milhões de reais) caso metas sejam atingidas pelo atleta. Jhon Jhon recebeu a camisa de número seis.

## Vida pessoal
O pai de Jhon Jhon, Marcelo Pelé, também era jogador de futebol. Atacante, representou notadamente o Atlético Mineiro.

## Estatísticas de carreira
- Atualizado até 26 de julho de 2023.

| Clube     | Temporada | Campeonato Nacional | Campeonato Nacional | Campeonato Nacional | Campeonato Estadual | Campeonato Estadual | Continental | Continental | Outros | Outros | Total | Total |
| Clube     | Temporada | Divisão             | Jogos               | Gols                | Jogos               | Gols                | Jogos       | Gols        | Jogos  | Gols   | Jogos | Gols  |
| --------- | --------- | ------------------- | ------------------- | ------------------- | ------------------- | ------------------- | ----------- | ----------- | ------ | ------ | ----- | ----- |
| Primavera | 2021      | Paulista A3         | —                   | —                   | 4                   | 1                   | —           | —           | —      | —      | 4     | 1     |
| Palmeiras | 2021      | Série A             | 1                   | 0                   | —                   | —                   | —           | —           | —      | —      | 1     | 0     |
| Palmeiras | 2022      | Série A             | 0                   | 0                   | 0                   | 0                   | 1           | 0           | 0      | 0      | 1     | 0     |
| Palmeiras | 2023      | Série A             | 9                   | 0                   | 2                   | 0                   | 3           | 0           | 4      | 0      | 18    | 0     |
| Palmeiras | Total     | Total               | 10                  | 0                   | 6                   | 1                   | 4           | 0           | 4      | 0      | 24    | 0     |

## Títulos

### Categorias de base
Palmeiras
- Copa São Paulo de Futebol Júnior: 2022
- Copa do Brasil sub-20: 2022
- Campeão Brasileiro sub-20: 2022

### Profissional
Palmeiras
- Campeonato Paulista: 2023 e 2024
- Campeonato Brasileiro: 2023